# 2425 Shenzhen
A 2425 Shenzhen (ideiglenes jelöléssel 1975 FW) a Naprendszer kisbolygóövében található aszteroida. A Bíbor-hegyi Obszervatórium csillagászai fedezték fel 1975. március 17-én.